# Snaphaanslot

Een snaphaanslot in werking

Een snaphaanslot (Duits: Schnapphahn, Engels: Snaphance) is een ontstekingsmechanisme voor een vuurwapen. Het was in de zestiende en de eerste helft van de zeventiende eeuw in gebruik op handvuurwapens als pistolen, karabijnen en musketten. Het was, net als het eveneens in die tijd gangbare radslot, een type vuursteenslot.
Het snaphaanslot werkte met een stukje vuursteen, die bij het overhalen van de trekker langs een stuk ruw ijzer (dat met staal werd aangeduid, hoewel het geen staal was) schraapte. De resulterende vonkenregen sloeg in de kruitpan, waardoor het schot afging.
Ondanks de voordelen van het snaphaanslot boven het op musketten gangbare lontslot, werd het mechanisme te duur en te ingewikkeld bevonden voor algemeen militair gebruik. Op de civiele markt was het slot wel populair.
Het snaphaanslot is een van de voorgangers van het Franse vuursteenslot dat vanaf 1630 gangbaar werd op vuurwapens. Het Franse vuursteenslot was eenvoudiger dan het snaphaanslot en bleef zo'n 200 jaar het standaard ontstekingsmechanisme voor vuurwapens.
Het woord snaphaan sloeg waarschijnlijk op de vorm van de vuursteenhouder. Deze had de vorm van een hanekop en werd dan ook haan genoemd. De beweging van de haan lijkt op het pikken (snappen) van zaadjes van de grond. Een snaphaan was in die tijd ook een benaming voor een struikrover.
De term snaphaan werd in de tweede helft van de zeventiende eeuw synoniem voor alle vuursteensloten en ging eveneens over op de vuursteenmusketten; ook de musketten die geen snaphaanslot maar een ander soort vuursteenslot hadden. De term snaphaan bleef in militaire kringen in gebruik tot de tweede helft van de 18e eeuw; daarna ging men van geweer spreken.